# パイオニア・ゼファー

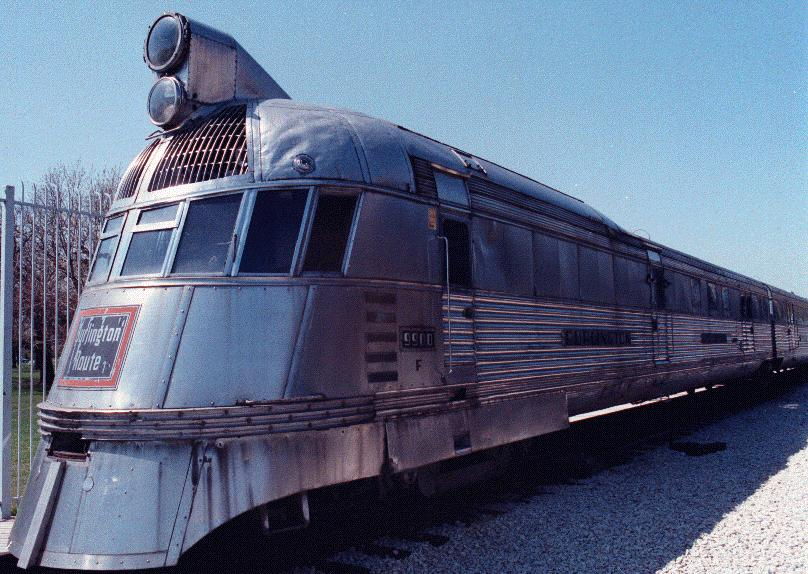
パイオニア・ゼファー（保存車両）

パイオニア･ゼファー（英語: Pioneer Zephyr）は、かつてアメリカ合衆国で一世を風靡した流線型の高速列車である。

## 概要
蒸気機関車がまだ主流の時代、斬新なデザインのディーゼル動力・ステンレス製の車体は先進的で、乗用車の普及により衰退しつつあった米国の鉄道旅客輸送に希望を与える物であった。
この車両は1934年に シカゴ・バーリントン・クインシー鉄道（Chicago, Burlington and Quincy Railroad 略称CB&Q）向けに製造された。「ゼファー」（Zephyr）と名づけられ、旅客輸送の宣伝に一役買った。台車が車体と車体の間にある、連接台車方式である。
製造工程では軽量化の為、ステンレス鋼の接合に当時としては革新的なスポット溶接を使用していた。

## 歴史

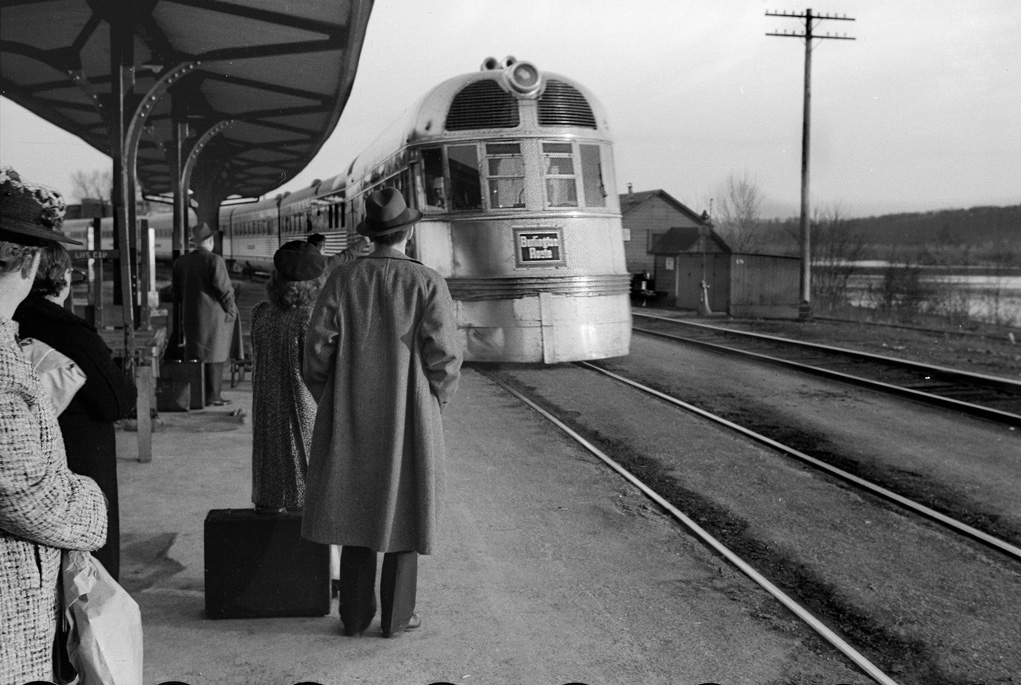
イリノイ州のイースト・ダビューク駅（1940年）

- 1934年5月26日：コロラド州デンバー・イリノイ州シカゴ間の1,633kmを、無停車により13時間5分で走破した。平均速度124km/hという記録が樹立され、区間最高速度は181km/hに達した。アメリカにおける速度記録は時速185kmとなり、「Silver Streak」と呼ばれた。
- 1934年11月11日：ミズーリ州カンザスシティ・ネブラスカ州オマハ/リンカーン間において営業運転を始めた。1960年まで他の路線等で運行され、シカゴ科学産業博物館に寄付され、展示されている。車両は当初の米国の鉄道の黄金期の流線型の形態に復元されている[1]。

## 登場の背景

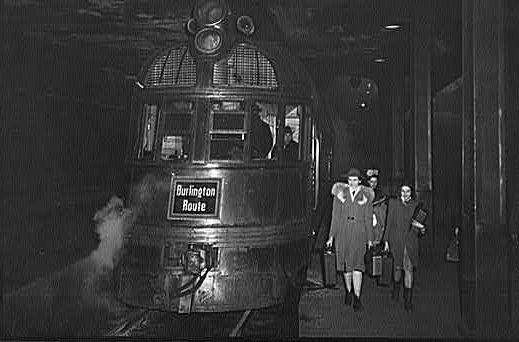
シカゴのユニオン駅（1943年）

1930年代、米国は世界恐慌の影響で企業は資金繰りに苦しみ、貨物輸送が減っていて人々の購買力も落ちていて遠距離の旅行は控える傾向にあった。たとえ彼らに旅行する為のお金があっても、旅客輸送に用いられる機器は19世紀半ばから殆ど進歩していなかった。
鉄道会社は大衆の旅行に新しい時代が到来した事を訴えかける画期的な手段を必要としていた。
グレート・ノーザン鉄道で機関車牽引によるパイオニア・ゼファー・ワンは再び、大衆が旅行に関心を持つ事を意図して投入された。社長のラルフ・バッド(後にシカゴ・バーリントン・クインシー鉄道の社長)にとって列車を名づける事はとても重要な作業だった。彼はZで始まる名前を求めていた。なぜなら旅客輸送において文字通り"最終"だったからだ。バッドと従業員達は辞書から最後の語を探し、候補に上がった。いくつかの候補の中で"ゼファー"はバッドの思い描く列車のイメージにぴったりだった。
1932年、ラルフ・バッドは自動車用の鋼材会社であるバッド社の創業者であり、社長であるエドワード・G・バッド（親戚ではない）に会った。エドワード・バッドはステンレス製の気動車の試作品を実演した。ステンレス鋼は従来の木や圧延鋼に対して、軽量で無塗装でも錆びる心配が無いなど従来の素材に比べ多大な利点がある事が判明した。
問題は如何にして車体を製造するかだった。どちらの会社にもこれまでに鉄道の車体をステンレス鋼で生産した経験は無かった。それまで通常の鋼材ではリベットで接合していたが、ステンレス鋼では大電流を流してスポット溶接する事で解決した。
外観は航空機技術者出身者だったアルバート・ガードナー・ディーンが設計し、彼の兄にあたるウォルター・ディーンがデザインした。最初のゼファーはバッド社で1934年4月9日に完成した。8気筒、600馬力(447kW)で, ウィントン社の8-201-A型ディーゼルエンジンを搭載していた。

## 保存について

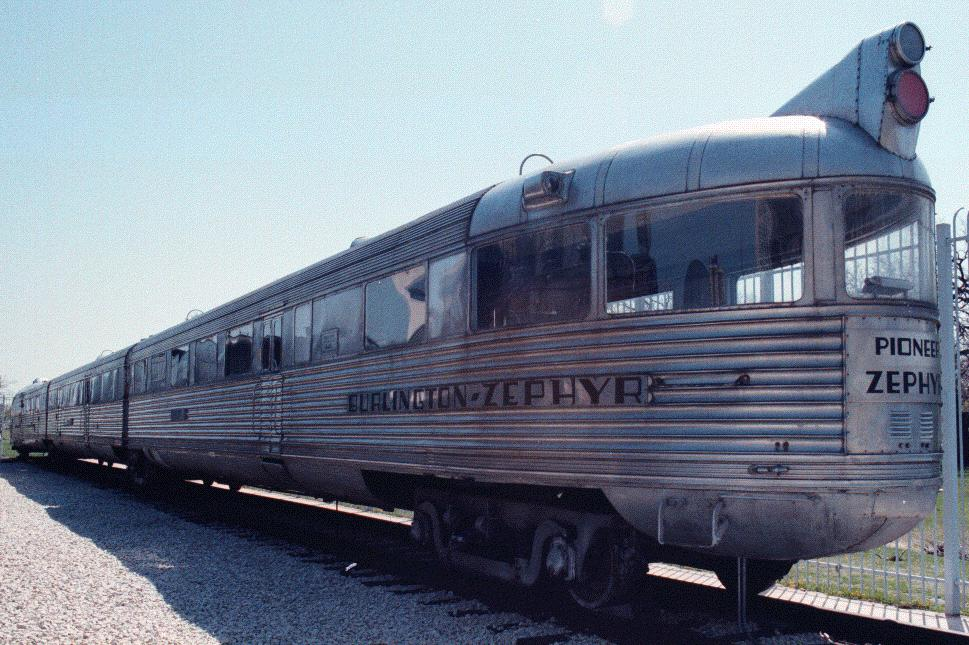
展望車

ゼファーは1960年に営業運転を終了し、1971年にシカゴ科学産業博物館へ寄贈された。しかしシカゴではゼファーは野晒しのまま放置され、1994年にイリノイ鉄道博物館に再度寄贈された。イリノイではSanta Fe #2903蒸気機関車と入れ替えられて屋内に展示されている。

## 模型について
米国の鉄道史に於いて燦然と輝く一時代を築いたゼファーは多くの会社から模型化されている。

## 登場作品
イギリスで製作されたアニメ「チャギントン」では、この車両をモデルにしたフロスティーニという名前のキャラクターが登場する。